# 開明駅
開明駅（かいめいえき）は、愛知県一宮市開明名古羅にある、名古屋鉄道尾西線の駅である。駅番号はBS22。

## 歴史
以前は、旧・尾西市の代表駅であったが、当時から無人駅であった。旧尾西市内にある駅は当駅と玉野駅（旧・祖父江町寄り）のみである。
旧尾西市の中核である一宮市起町にはバス路線しかないが、電車の尾西線よりも頻繁に運行されている。
- 1914年（大正3年）8月4日 - 開業。
- 1948年（昭和23年）11月1日以前 - 無人化[1]。
- 2007年（平成19年）8月8日 - トランパス導入。
- 2011年（平成23年）2月11日 - ICカード・manaca導入。
- 2012年（平成24年）2月29日 - トランパス供用終了。

## 駅構造
85m（4両分）の単式1面1線ホームを持つ地上駅で、駅舎は玉ノ井よりにある。2007年（平成19年）8月8日にトランパスに対応した。現在の駅舎はその際に新設されたものである。
乗車券は駅前のタバコ店で硬券乗車券を発売していた。自動改札機設置とともにタバコ店との乗車券発売契約は解消され硬券乗車券は無くなった。
名鉄一宮駅付近が高架化されて津島方面と再接続するまではホームが2両分しかなく、当時運用されていた5500系は後ろ2両のみドア扱いを行っていた。
| 路線                           | 方向 | 行先         |
| ------------------------------ | ---- | ------------ |
| BS 尾西線 （名鉄一宮～玉ノ井） | 上り | 玉ノ井ゆき   |
| BS 尾西線 （名鉄一宮～玉ノ井） | 下り | 名鉄一宮ゆき |

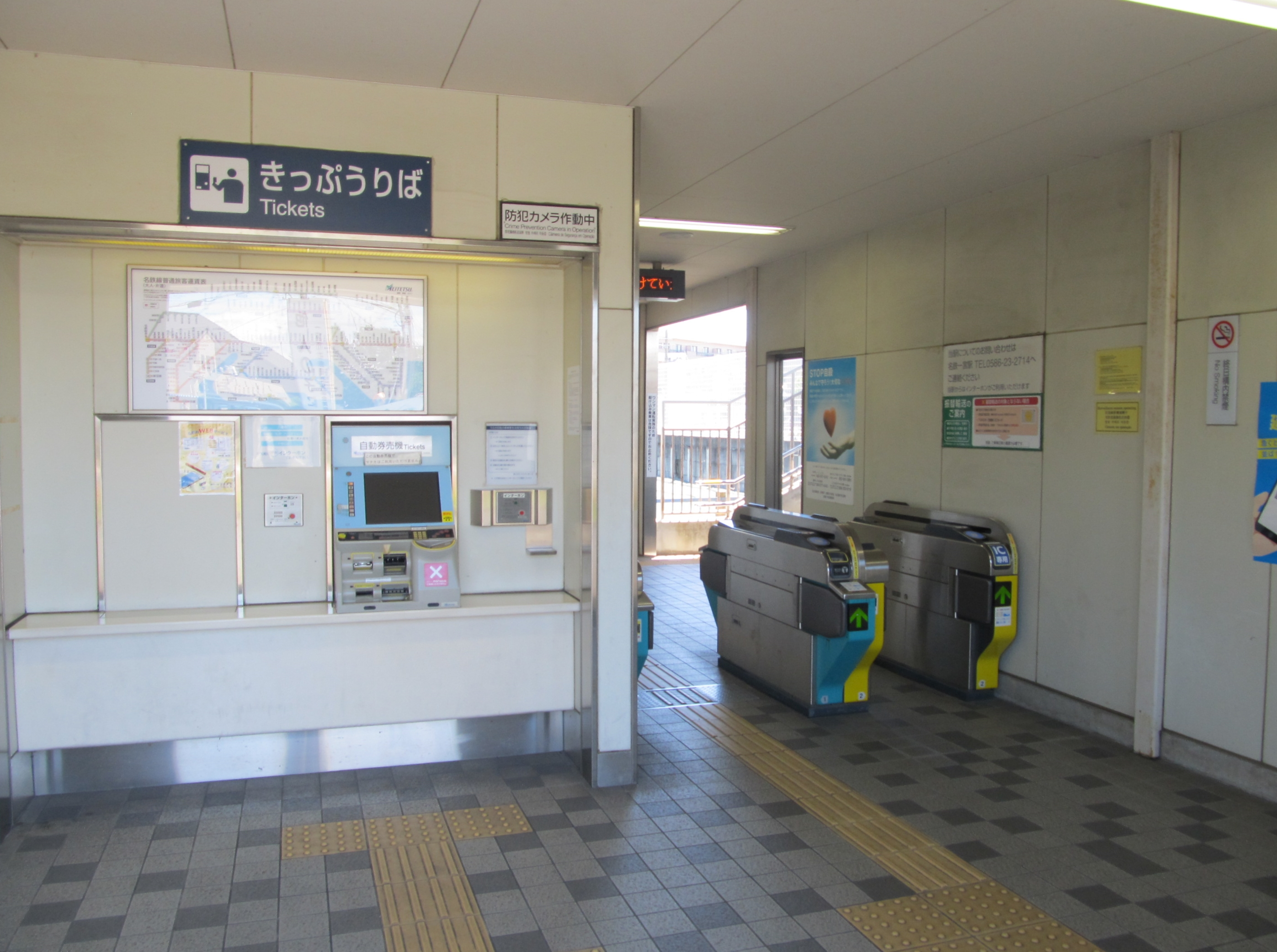
改札口
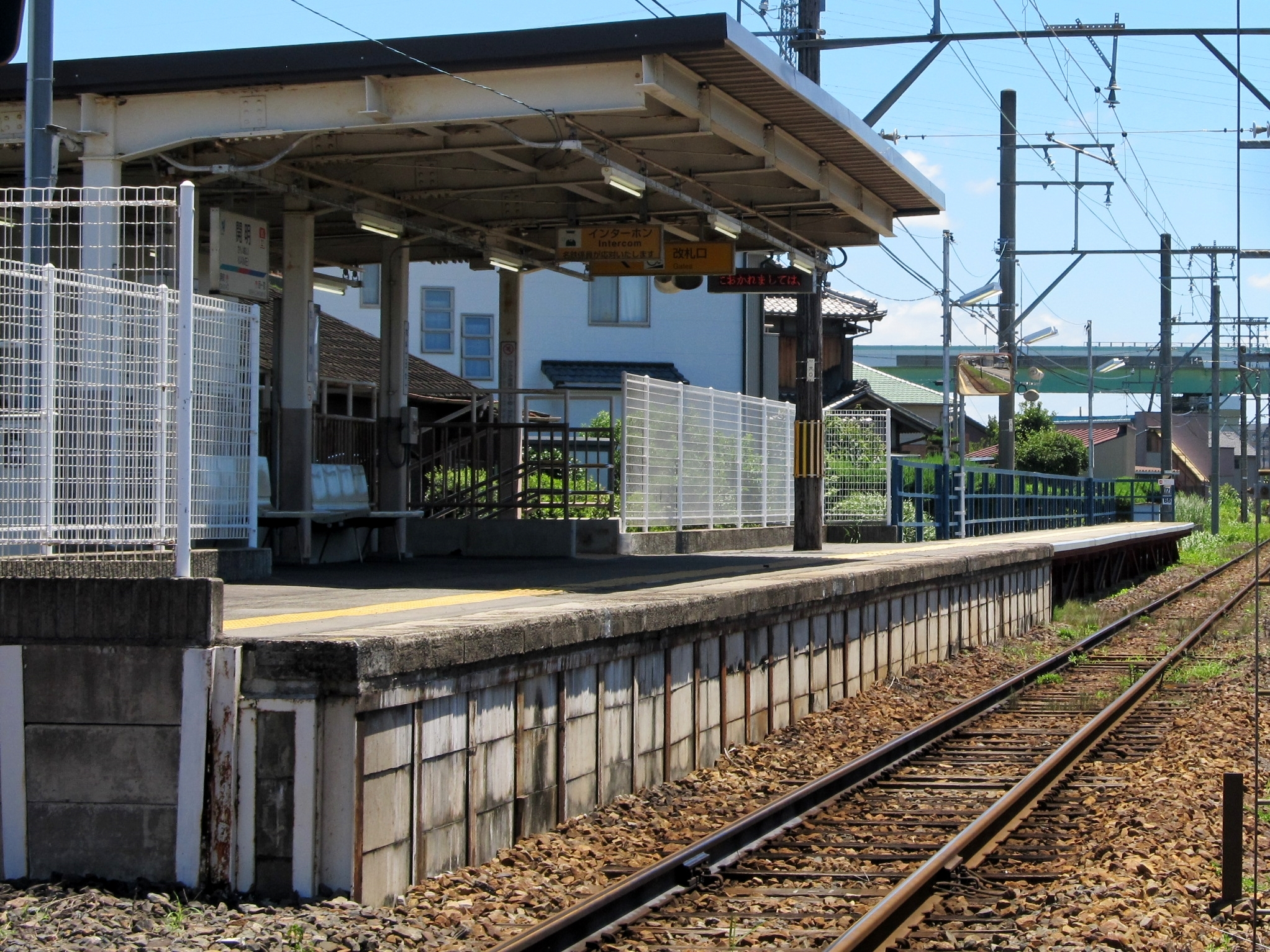
ホーム
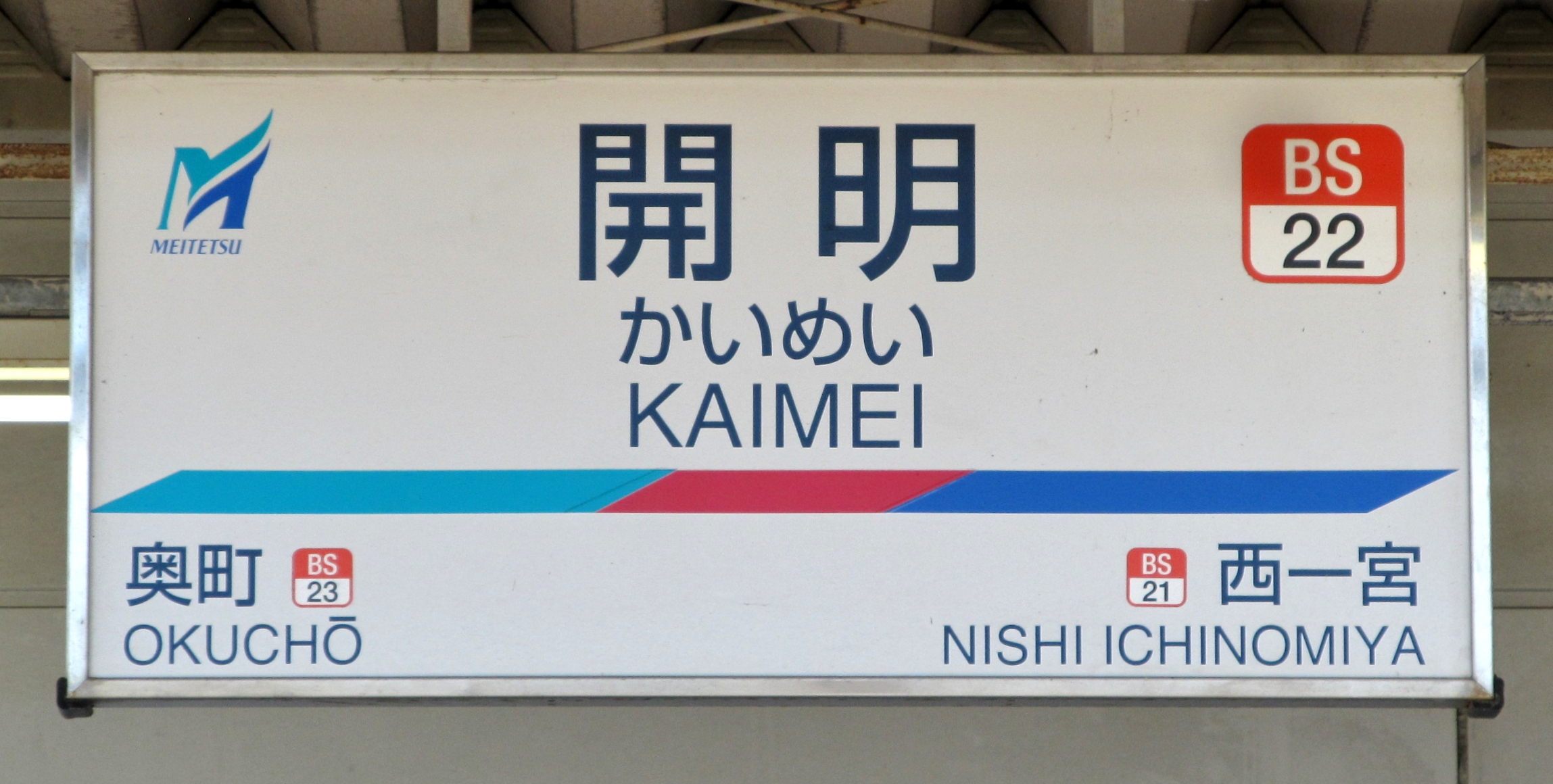
駅名標

### 配線図
| ← 玉ノ井方面 | 開明駅 構内配線略図 | → 一宮方面 |
| 凡例 出典:   |                     |            |

## 利用状況
- 「移動等円滑化取組報告書」によると、2020年度の1日平均乗降人員は1,465人であった[8]。
- 『名鉄120年：近20年のあゆみ』によると2013年度当時の1日平均乗降人員は1,540人であり、この値は名鉄全駅（275駅）中196位、尾西線（22駅）中13位であった[9]。
- 『名古屋鉄道百年史』によると1992年度当時の1日平均乗降人員は1,213人であり、この値は岐阜市内線均一運賃区間内各駅（岐阜市内線・田神線・美濃町線徹明町駅 - 琴塚駅間）を除く名鉄全駅（342駅）中210位、尾西線（23駅）中13位であった[10]。
- 『愛知統計年鑑』によると1日平均の乗車人員は2010年度では717人である。

## 駅周辺
- 一宮市役所尾西庁舎（旧・尾西市役所）の近隣には、名鉄バス起線が運行されている。
- 尾西郵便局
- 一宮市立開明小学校
- トップワン開明店
- 東海北陸自動車道尾西インターチェンジ
- 愛知県道14号岐阜稲沢線（西尾張中央道）
- 一宮市循環バス（i-バス）：尾西北コース「新田」バス停

## 隣の駅
名古屋鉄道
BS 尾西線（名鉄一宮 - 玉ノ井）
西一宮駅（BS21） - 開明駅（BS22） - 奥町駅（BS23）